# Division Norris
En Amérique du Nord, la division Norris de la Ligue nationale de hockey (ou : section Norris) a été formée en 1974 comme faisant partie de la nouvelle Association Prince de Galles (aujourd'hui connue sous le nom d'Association de l'Est) durant le réalignement opéré par la Ligue. La division fut transférée dans l'Association Clarence Campbell (aujourd'hui Association de l'Ouest) en vue de la saison 1981-1982. Appelée Norris en l'honneur du défunt propriétaire des Red Wings de Détroit James Norris Senior, la division existe durant dix-neuf saisons avant de céder sa place en 1993 à la division Centrale.

## Équipes à la dissolution
- Blackhawks de Chicago
- Red Wings de Détroit
- North Stars du Minnesota
- Blues de Saint-Louis
- Lightning de Tampa Bay
- Maple Leafs de Toronto

## Évolution de la division

### 1974-1979
La division Norris est créée à la suite du réalignement de la LNH et est formée de cinq équipes, soit les Red Wings de Détroit et les Canadiens de Montréal provenant de la division Est, les Kings de Los Angeles et les Penguins de Pittsburgh arrivent pour leurs part de la division Ouest tandis que les Capitals de Washington sont intégrés en tant qu'équipe d'expansion.

### 1979-1981
L'année 1979 voit la fermeture de la ligue rivale à la LNH, l'Association mondiale de hockey (AMH) et ainsi l'intégration de quatre équipes de la défunte ligue à la LNH : les Oilers d'Edmonton, les Whalers de Hartford, les Nordiques de Québec et les Jets de Winnipeg. Afin de faire place aux Whalers de Hartford au sein de la division Norris, les Capitals de Washington sont transférés à la Division Patrick. Les équipes de la division Norris sont alors les suivantes :
- Red Wings de Détroit
- Whalers de Hartford
- Kings de Los Angeles
- Canadiens de Montréal
- Penguins de Pittsburgh

### 1981-1982
En vue de la saison 1981-1982, un changement majeur survient pour la division Norris qui se voit être transférée à l'association Clarence Campbell. Une seule équipe fait alors le transfert avec la division : les Red Wings de Détroit. Trois des quatre autres clubs restent dans l'association Prince de Galles ; les Whalers de Hartford et les Canadiens de Montréal rejoignent alors la division Adams, les Penguins de Pittsburgh pour leur part intègrent la division Patrick. Les Kings de Los Angeles quant à eux rejoignent l'association Clarence Campbell mais sont déplacés au sein de la division Smythe.
À la suite de ces départ, cinq autres franchises rejoignent les Red Wings et la division Norris : les North Stars du Minnesota et les Maple Leafs de Toronto en provenance de la division Adams, puis les Black Hawks de Chicago, les Blues de Saint-Louis et les Jets de Winnipeg provenant de leur côté de la division Smythe. L'alignement de la division Norris compte alors un sommet de six franchises actives :
- Black Hawks de Chicago
- Red Wings de Détroit
- North Stars du Minnesota
- Blues de Saint-Louis
- Maple Leafs de Toronto
- Jets de Winnipeg

### 1982-1986
Alors que la formation des Rockies du Colorado est déménagée à l'aube de la saison 1982-1983 vers East Rutherford au New Jersey pour devenir les Devils du New Jersey, la ligue relocalise la franchise qui passe alors de la division Smythe à la division Patrick. Afin de pallier ce transfert, les Jets de Winnipeg sont replacés dans la division Smythe. Cinq équipes restent alors dans la division Norris :
- Black Hawks de Chicago
- Red Wings de Détroit
- North Stars du Minnesota
- Blues de Saint-Louis
- Maple Leafs de Toronto

### 1986-1992
Un seul changement survient au sein de la division Norris sur une période de dix saisons et celui-ci s'effectue à l'été 1986 alors que la concession de Chicago modifie l'écriture de son nom pour devenir les Blackhawks de Chicago.

### 1992-1993
La dernière saison d'existence de la division Norris voit un dernier changement s'effectuer avec l'ajout d'une équipe d'expansion, le Lightning de Tampa Bay. Avec la venue de cette franchise au sein de la division Norris, une similitude apparaît entre cette division de la LNH et la défunte division Centrale de la Conférence nationale de la National Football League qui aligne également des clubs provenant des villes de Chicago, Détroit, Minnesota et Tampa Bay. Ainsi, lorsqu'en 1993 la LNH procède à un réalignement de ces divisions, la division Norris devient alors la Division Centrale. Voici les équipes qui s'alignaient en division Norris au cours de cette dernière saison :
- Blackhawks de Chicago
- Red Wings de Détroit
- North Stars du Minnesota
- Blues de Saint-Louis
- Lightning de Tampa Bay
- Maple Leafs de Toronto

## Champions de Division
La liste ci-dessous reprend les équipes championnes de la division Norris. Une seule équipe remporta le Trophée des présidents remis à l'équipe de la ligue ayant cumulé le plus grand nombre de points lors de la saison régulière, les Blackhawks de Chicago lors de la saison 1990-1991 avec un total de 106 points.
Légende :
- Vainqueur de la Coupe Stanley
- Finaliste de la Coupe Stanley

| Saison  | Franchise                | Bilan    | Pts | Résultats en playoffs |
| ------- | ------------------------ | -------- | --- | --- |
| 1974-75 | Canadiens de Montréal    | 47-14-19 | 113 | Victoire - Quarts de finale (Canucks) 4-1 Défaite - Demi-finale (Sabres) 4-2                                                                     |
| 1975-76 | Canadiens de Montréal    | 58-11-11 | 127 | Victoire - Quarts de finale (Black Hawks) 4-0 Victoire - Demi-finale (Islanders) 4-1 Victoire - Coupe Stanley (Flyers) 4-0                       |
| 1976-77 | Canadiens de Montréal    | 60-8-12  | 132 | Victoire - Quarts de finale (Blues) 4-0 Victoire - Demi-finale (Islanders) 4-2 Victoire - Coupe Stanley (Bruins) 4-0                             |
| 1977-78 | Canadiens de Montréal    | 59-10-11 | 129 | Victoire - Quarts de finale (Red Wings) 4-1 Victoire - Demi-finale (Maple Leafs) 4-0 Victoire - Coupe Stanley (Bruins) 4-2                       |
| 1978-79 | Canadiens de Montréal    | 52-17-11 | 115 | Victoire - Quarts de finale (Maple Leafs) 4-0 Victoire - Demi-finale (Bruins) 4-3 Victoire - Coupe Stanley (Rangers) 4-1                         |
| 1979-80 | Canadiens de Montréal    | 47-20-13 | 107 | Victoire - Tour préliminaire (Whalers) 3-0 Défaite - Quarts de finale (North Stars) 4-3                                                          |
| 1980-81 | Canadiens de Montréal    | 45-22-13 | 103 | Défaite - Tour préliminaire (Oilers) 3-0 |
| 1981-82 | North Stars du Minnesota | 37-23-20 | 94  | Défaite - Demi-finale de division (Black Hawks) 3-1                                                                                              |
| 1982-83 | Black Hawks de Chicago   | 47-23-10 | 104 | Victoire - Demi-finale de division (Blues) 3-1 Victoire - Finale de division (North Stars) 4-1 Défaite - Finale de conférence Ouest (Oilers) 4-0 |
| 1983-84 | North Stars du Minnesota | 39-31-10 | 88  | Victoire - Demi-finale de division (Black Hawks) 3-2 Victoire - Finale de division (Blues) 4-3 Défaite - Finale de conférence Ouest (Oilers) 4-0 |
| 1984-85 | Blues de Saint-Louis     | 37-31-12 | 86  | Défaite - Demi-finale de division (North Stars) 3-0                                                                                              |
| 1985-86 | Black Hawks de Chicago   | 39-33-8  | 86  | Défaite - Demi-finale de division (Maple Leafs) 3-0                                                                                              |
| 1986-87 | Blues de Saint-Louis     | 32-33-15 | 79  | Défaite - Demi-finale de division (Maple Leafs) 4-2                                                                                              |
| 1987-88 | Red Wings de Détroit     | 41-28-11 | 93  | Victoire - Demi-finale de division (Maple Leafs) 4-2 Victoire - Finale de division (Blues) 4-1 Défaite - Finale de conférence Ouest (Oilers) 4-1 |
| 1988-89 | Red Wings de Détroit     | 34-34-12 | 80  | Défaite - Demi-finale de division (Blackhawks) 4-2                                                                                               |
| 1989-90 | Blackhawks de Chicago    | 41-33-6  | 88  | Victoire - Demi-finale de division (North Stars) 4-3 Victoire - Finale de division (Blues) 4-3 Défaite - Finale de conférence Ouest (Oilers) 4-2 |
| 1990-91 | Blackhawks de Chicago    | 49-23-8  | 106 | Défaite - Demi-finale de division (North Stars) 4-2                                                                                              |
| 1991-92 | Red Wings de Détroit     | 43-25-12 | 98  | Victoire - Demi-finale de division (North Stars) 4-3 Défaite - Finale de division (Blackhawks) 4-0                                               |
| 1992-93 | Blackhawks de Chicago    | 47-25-12 | 106 | Défaite - Demi-finale de division (Blues) 4-0 |

## Résultats saison par saison
- Vainqueur de la Coupe Stanley
- Finaliste de la Coupe Stanley
- Qualifié pour les séries éliminatoires
- (x) : Classement (seed) dans la conférence en fin de saison
- CP : Vainqueur de la Coupe du Président

| Saison  | Bilan des équipes   | Bilan des équipes     | Bilan des équipes    | Bilan des équipes  | Bilan des équipes | Bilan des équipes |
| ------- | ------------------- | --------------------- | -------------------- | ------------------ | ----------------- | ----------------- |
| Saison  | 1er                 | 2e                    | 3e                   | 4e                 | 5e                | 6e                |
| 1974-75 | (DC) Montréal (113) | (1) Los Angeles (105) | (3) Pittsburgh (89)  | Détroit (58)       | Washington (21)   |                   |
| 1975-76 | (DC) Montréal (127) | (3) Los Angeles (85)  | (5) Pittsburgh (82)  | Détroit (62)       | Washington (32)   |                   |
| 1976-77 | (DC) Montréal (132) | (3) Los Angeles (83)  | (4) Pittsburgh (81)  | Washington (62)    | Détroit (41)      |                   |
| 1977-78 | (DC) Montréal (129) | (5) Détroit (78)      | (6) Los Angeles (77) | Pittsburgh (68)    | Washington (48)   |                   |
| 1978-79 | (DC) Montréal (115) | (5) Pittsburgh (85)   | (7) Los Angeles (80) | Washington (63)    | Détroit (62)      |                   |
| 1979-80 | (3) Montréal (107)  | (12) Los Angeles (74) | (13) Pittsburgh (73) | (14) Hartford (73) | Détroit (63)      |                   |
| 1980-81 | (3) Montréal (103)  | (4) Los Angeles (99)  | (15) Pittsburgh (73) | Hartford (60)      | Détroit (56)      |                   |
| 1981-82 | Minnesota (94)      | Winnipeg (80)         | Saint-Louis (72)     | Chicago (72)       | Toronto (56)      | Détroit (54)      |
| 1982-83 | Chicago (104)       | Minnesota (96)        | Toronto (68)         | Saint-Louis (65)   | Détroit (57)      |                   |
| 1983-84 | Minnesota (88)      | Saint-Louis (71)      | Détroit (69)         | Chicago (68)       | Toronto (61)      |                   |
| 1984-85 | Saint-Louis (86)    | Chicago (83)          | Détroit (66)         | Minnesota (62)     | Toronto (48)      |                   |
| 1985-86 | Chicago (86)        | Minnesota (85)        | Saint-Louis (83)     | Toronto (57)       | Détroit (40)      |                   |
| 1986-87 | Saint-Louis (79)    | Détroit (78)          | Chicago (72)         | Toronto (70)       | Minnesota (70)    |                   |
| 1987-88 | Détroit (93)        | Saint-Louis (76)      | Chicago (69)         | Toronto (52)       | Minnesota (51)    |                   |
| 1988-89 | Détroit (80)        | Saint-Louis (78)      | Minnesota (70)       | Chicago (66)       | Toronto (62)      |                   |
| 1989-90 | Chicago (88)        | Saint-Louis (83)      | Toronto (80)         | Minnesota (76)     | Détroit (70)      |                   |
| 1990-91 | Chicago (106)       | Saint-Louis (105)     | Détroit (76)         | Minnesota (68)     | Toronto (57)      |                   |
| 1991-92 | Détroit (98)        | Chicago (87)          | Saint-Louis (83)     | Minnesota (70)     | Toronto (67)      |                   |
| 1992-93 | Chicago (106)       | Détroit (103)         | Toronto (99)         | Saint-Louis (85)   | Minnesota (82)    | Tampa Bay (53)    |

## Vainqueur de la Division en playoffs
- 1982 - Black Hawks de Chicago
- 1983 - Black Hawks de Chicago
- 1984 - North Stars de Minnesota
- 1985 - Black Hawks de Chicago
- 1986 - Blues de Saint-Louis
- 1987 - Red Wings de Détroit
- 1988 - Red Wings de Détroit
- 1989 - Blackhawks de Chicago
- 1990 - Blackhawks de Chicago
- 1991 - North Stars de Minnesota
- 1992 - Blackhawks de Chicago
- 1993 - Maple Leafs de Toronto

## Vainqueur de la Coupe Stanley
À quatre reprises une équipe de la division Norris remporte la Coupe Stanley au cours des dix-neuf années d'existence de la division, seuls les Canadiens de Montréal réussissent à mettre la main sur le précieux trophée :
- 1976 - Canadiens de Montréal
- 1977 - Canadiens de Montréal
- 1978 - Canadiens de Montréal
- 1979 - Canadiens de Montréal

## Vainqueur de la Coupe du Président
- 1991 - Blackhawks de Chicago

## Liste des équipes vainqueur de la Division Norris
| Franchise                | Titres | Dernier titre | Années                                   |
| ------------------------ | ------ | ------------- | ---------------------------------------- |
| Canadiens de Montréal    | 7      | 1981          | 1975, 1976, 1977, 1978, 1979, 1980, 1981 |
| Blackhawks de Chicago    | 5      | 1993          | 1983, 1986, 1990, 1991, 1993             |
| Red Wings de Détroit     | 3      | 1992          | 1988, 1989, 1992                         |
| North Stars du Minnesota | 2      | 1984          | 1982, 1984                               |
| Blues de Saint-Louis     | 2      | 1987          | 1985, 1987                               |